# Ницца
Ни́цца (фр. Nice [nis], окс. Niça, итал. Nizza, лат. Nicaea, др.-греч. Νίκαια) — средиземноморский город, порт и коммуна на юго-востоке Франции в регионе Прованс — Альпы — Лазурный берег. Административный центр департамента Приморские Альпы, округа Ницца и 9 кантонов (Ницца-1 — Ницца-9). 353 701 жителей (2022), второй по размеру город в регионе после Марселя и пятый во Франции после Парижа, Марселя, Лиона и Тулузы. Крупный транспортный узел. Одно из главных курортных мест Лазурного Берега (или Французской Ривьеры). Расположен в 30 км от границы с Италией.
Город Ницца — культурный и экономический центр региона. Основные направления занятости — туризм, финансы, административная деятельность. Занимает второе место в стране по вместимости отелей; ежегодно город посещают около 5 млн туристов. Аэропорт — третий по загруженности.
Визитной карточкой города является знаменитая Английская набережная. 27 июля 2021 года «Ницца, зимний курорт Ривьеры» внесена в список Всемирного наследия ЮНЕСКО.
В городе есть университет, несколько деловых районов, много музеев, театр, опера, региональная библиотека, консерватория и концертные залы.
Ницца была частью древней Лигурии, позже входила в IX регион Римской империи, между IX и XI веками — в состав Королевства Италии (Священной Римской империи), графства Прованс, Лигурийской лиги и Генуэзской республики. С 1388 года под защитой графства Савойя. В 1526 году город стал столицей графства Ницца. С 1793 по 1814 годы во времена Наполеона I входил в состав Франции, после этого снова был присоединен к Савойе. В 1860 году город окончательно вошел в состав Франции.

## История

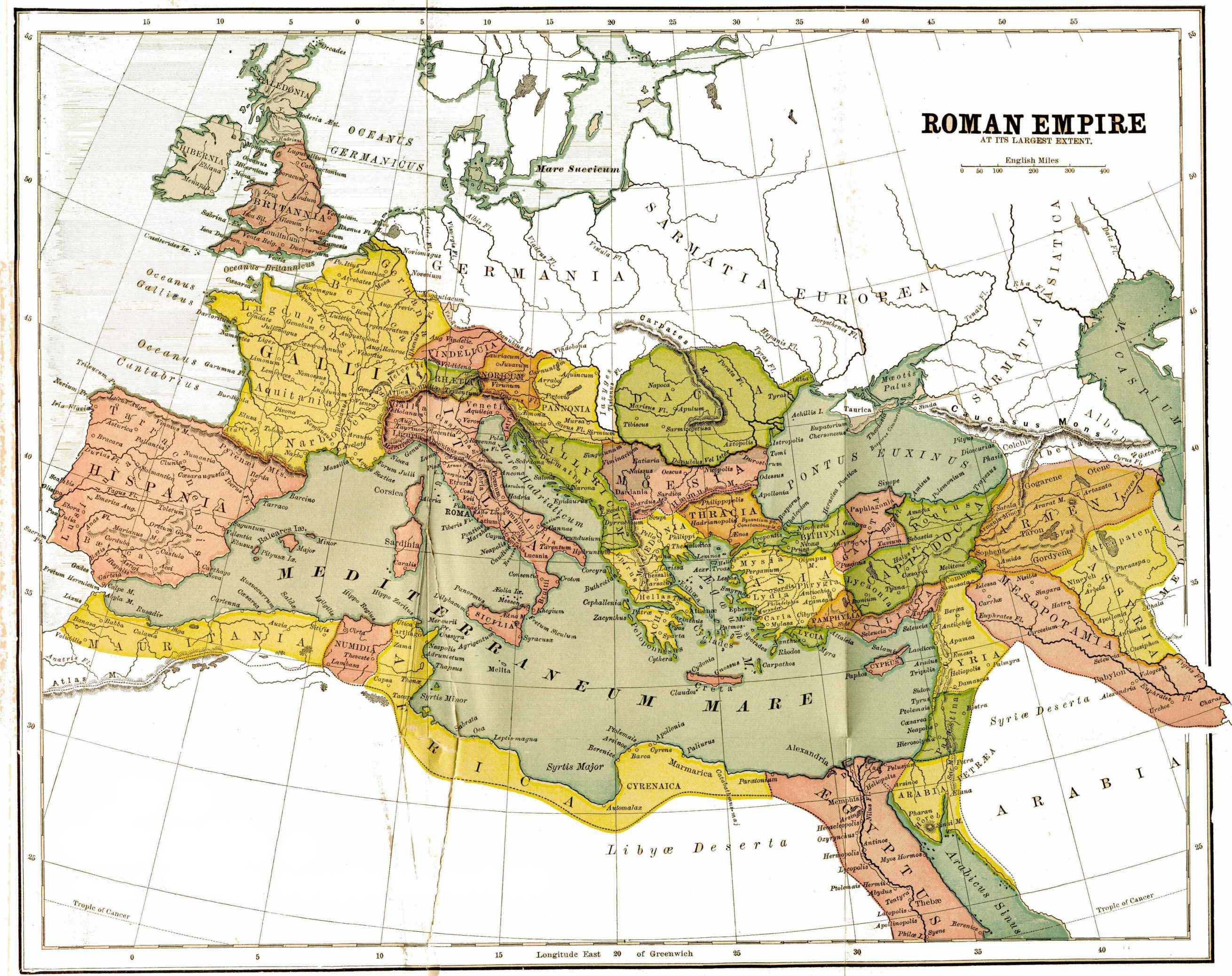
Ницца на карте Римской империи

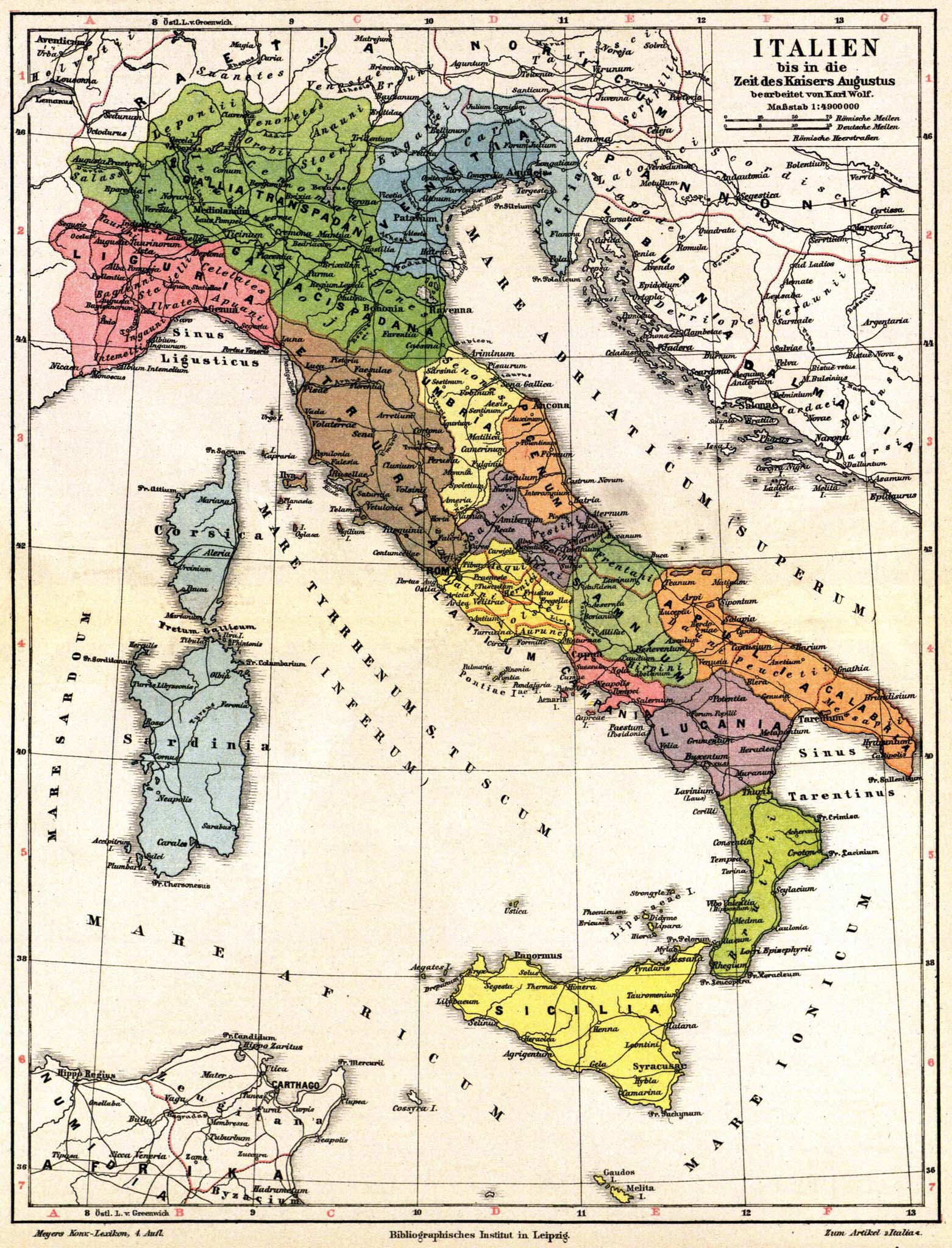
Италия во временя императора Августа

Государства Италии в 1494 г.

Ницца была основана греками в середине IV века до н. э. и была названа Никейя в честь богини победы Ники, в ознаменование победы над лигурийцами. Она стала одним из важнейших торговых городов на побережье Лигурийского моря и просуществовала до вторжения лангобардов.
В VII веке Ницца присоединилась к Генуэзской лиге, объединявшей города Лигурийского побережья. В 729 году лига отразила вторжение сарацин, но последние в 859 и 880 годах разграбили и сожгли Ниццу, и в течение большей части X века город и прилегающие территории находились под их властью.
В Средние века Ницца не раз подвергалась бедствиям и войнам. Короли Франции пытались захватить её, но город успешно отстаивал свою свободу.
В XIII и XIV веках Ниццу не раз захватывали правители Прованса, а в 1388 году город оказался под защитой Савойского графства. С тех пор Ницца входила в состав Савойского герцогства вплоть до 1860 года, когда Королевство Сардиния передало Ниццу Франции по Туринскому договору. До того савойское господство прерывалось лишь дважды — с 1691 по 1713 годы, когда Ниццей завладел король Франции Людовик XIV, и с 1792 по 1814 годы, когда город был захвачен Наполеоном.
Город был укреплён и теперь был в состоянии справиться с берберскими пиратами. Были проложены хорошие дороги. Во время войн между Франциском I и Карлом V большие разрушения были вызваны армиями, вторгающимися в Прованс; мор и голод свирепствовали в городе в течение ряда лет. В 1538 году эти монархи при посредничестве папы римского Павла III заключили мир на 10 лет, однако в 1543 году Ницца вновь подверглась нападению объединённых сил Франциска I и пиратов под командованием Хайр-ад-Дина Барбароссы и, хотя жители отразили нападение, которое последовало за сильным обстрелом города, они были в конечном счёте вынуждены сдаться, и Барбаросса позволил грабить город и захватил 2500 пленных.

Республики и королевства Италии в 1796 году

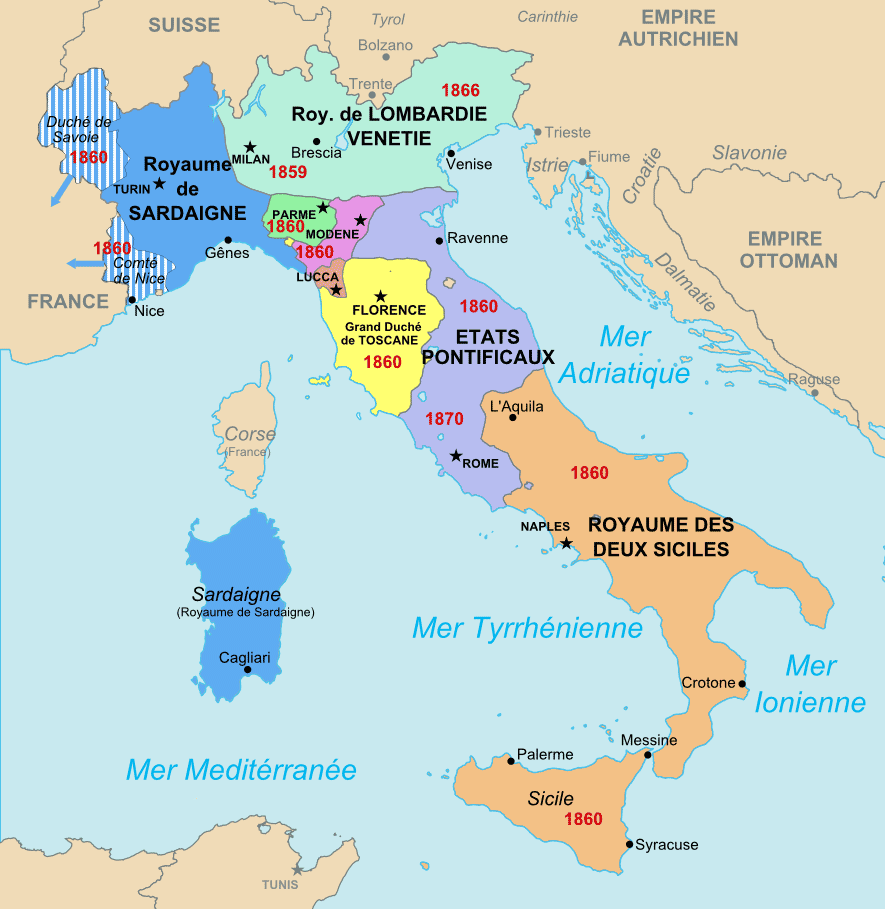
Передача Франции итальянских областей Ницца и Савойя в 1860 году

В историю города вошла прачка Катрин Сегюран. Во время осады Ниццы берберами 15 августа 1543 года эта женщина, вооружившись валиком для стирки белья, убила вражеского солдата и отобрала у него знамя. Ошеломлённые пираты остолбенели, когда Катрин выразила им своё презрение, задрав подол юбки и показав свой зад.
В 1543 г. Ницца была разграблена турками. В 1550 и 1580 годах в городе свирепствовали эпидемии чумы.
В 1793 году Ницца в качестве департамента Приморских Альп была соединена с Францией. В 1814 вновь присоединена к Савойе и до 1860 составляла провинцию сардинского королевства. В 1860 году во время правления Наполеона III Ницца вошла в состав Франции.
После Наполеоновских войн Ницца обретает свою популярность как курорт: мягкий климат, тёплые зимы привлекли в эти края иностранцев.
В ноябре 1942 года во время проведения операции «Антон», город, ранее находившийся в составе Вишистской Франции, был оккупирован итальянскими войсками и включён в расширенную итальянскую оккупационную зону Франции. После капитуляции Италии в сентябре 1943 года Ницца оккупирована германскими войсками.
Во второй половине XX века Ницца вела довольно спокойное существование под властью мэра Жана Медесена (1928—1944, 1947—1966) и его сына Жака (1966 — 1990). Единственное чрезвычайное происшествие — цунами 16 октября 1979 года, унёсшее жизни 9 человек.
Ницца неоднократно становилась местом проведения международных политических форумов. В декабре 2000 года открылся саммит ЕС, на котором были согласованы рамки расширения Евросоюза на восток. В ноябре 2008 года в Ницце проходил саммит ЕС — Россия. На нём президентами Николя Саркози и Дмитрием Медведевым были возобновлены переговоры по выработке базового соглашения между Россией и ЕС, прерванные из-за войны в Грузии.
14 июля 2016 года во время Национального праздника в Ницце произошёл теракт. После фейерверка, водитель грузового фургона умышленно въехал в толпу на закрытой в тот день для автомобильного движения Английской набережной, убив 86 и ранив около 430 человек. Водитель был застрелен полицией. Ответственность за этот теракт взяла на себя террористическая организация Исламское государство.

## Физико-географическая характеристика

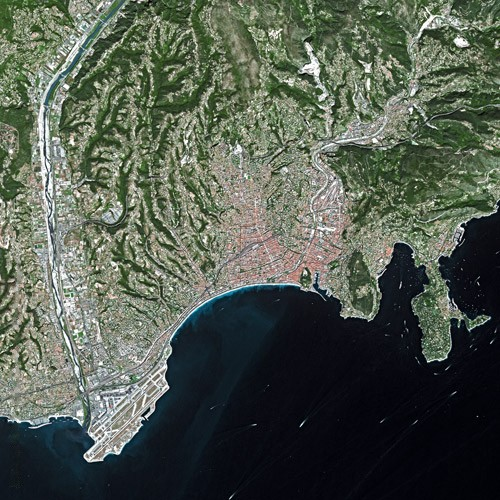
Вид Ниццы из космоса

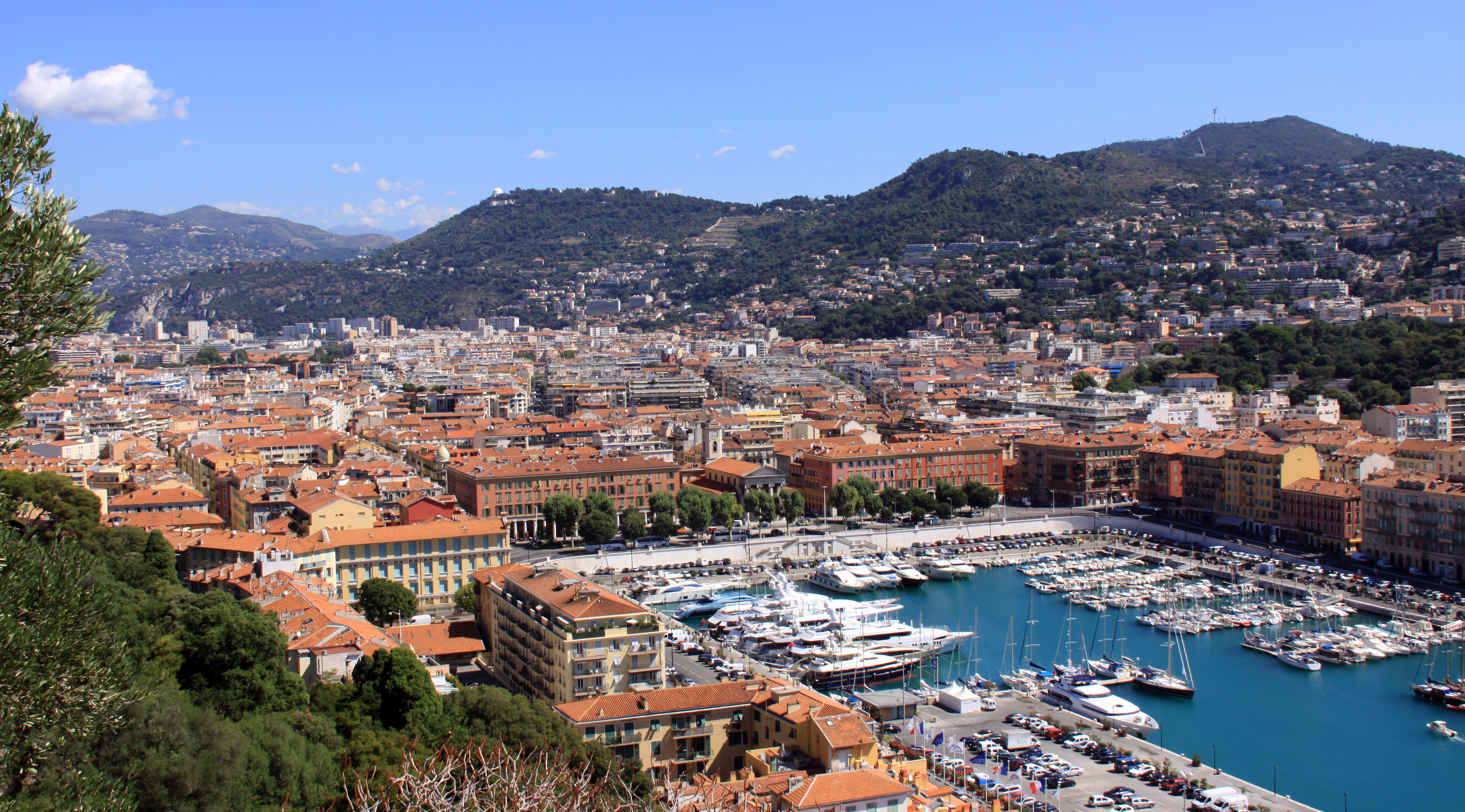
Порт

### Географическое положение
Ницца расположена на крайнем юго-востоке континентальной Франции, в 30 км от границы Франции и Италии. Расстояние до Парижа — 960 км, до Марселя — 230 км, до Генуи — 200 км. Город лежит на берегу Залива Ангелов, возле города находится устье реки Вар. С севера Ницца окружена несколькими невысокими холмами. Ницца является крупнейшим городом французской Ривьеры.
Площадь коммуны — 71,92 км², население — 347 060 человек (2006) с тенденцией к стабилизации: 343 629 человек (2012), плотность населения — 4777,9 чел/км².

### Климат
Климат Ниццы относится к средиземноморскому типу. В городе преобладает умеренная температура на протяжении большей части года. Вместе с тем по сравнению с другими городами с этим типом климата количество осадков в городе сравнительно невелико. Выпадают они преимущественно с сентября по март. Весной часто бывает ветреная погода.
Лето жаркое, сухое и солнечное. Однако, в отличие от других городов со средиземноморским климатом, дожди в Ницце летом всё же бывают, хотя и достаточно редко. Температура редко опускается ниже +20 °C и довольно часто пересекает отметку +30 °C. Среднегодовой максимум летней температуры составляет около +35 °C. Абсолютный максимум температуры был зарегистрирован 1 августа 2006 года и составлял +37,7 °C. Абсолютный минимум в Ницце составляет −7,2 °C.
Осень начинается солнечным и тёплым сентябрём. В октябре температура воздуха опускается ниже +20 °C, начинают идти дожди. В ноябре средняя температура воздуха составляет около +17 °C.
Для зимы характерны относительно тёплые дни (+11…+17 °C) и прохладные ночи (+4…+9 °C). Погода часто меняется с тёплой и сухой до сырой и дождливой. Иногда случаются заморозки. Снегопады бывают исключительно редко.
Весна в Ницце наступает поздно. В марте и апреле стоит дождливая и сырая погода, и только к середине мая наступает лето и сухая погода.
| Показатель                                                               | Янв. | Фев. | Март | Апр. | Май  | Июнь | Июль | Авг. | Сен. | Окт.  | Нояб. | Дек. | Год   |
| ------------------------------------------------------------------------ | ---- | ---- | ---- | ---- | ---- | ---- | ---- | ---- | ---- | ----- | ----- | ---- | ----- |
| Средний суточный максимум, °C                                            | 12,9 | 13,4 | 14,9 | 16,5 | 20,1 | 23,6 | 26,6 | 27,2 | 24,3 | 20,6  | 16,3  | 13,8 | 19,2  |
| Средняя температура, °C                                                  | 9,1  | 9,7  | 11,3 | 13,1 | 16,8 | 20,2 | 23,2 | 23,6 | 20,2 | 16,9  | 12,6  | 10,0 | 15,7  |
| Средний суточный минимум, °C                                             | 5,3  | 5,9  | 7,6  | 9,7  | 13,5 | 16,7 | 19,7 | 20,0 | 17,0 | 13,2  | 8,8   | 6,2  | 12    |
| Норма осадков, мм                                                        | 85,1 | 59,7 | 60,9 | 69,2 | 49,4 | 38,3 | 15,4 | 23,9 | 75,6 | 143,9 | 94,3  | 87,6 | 803,3 |
| Источник: данные Meteo France на сайте World Meteorological Organization |      |      |      |      |      |      |      |      |      |       |       |      |       |

Каждый год бывает около 300 дней без осадков.

## Население
1896 — 76 263 жителей. 1911—142 949.
Население коммуны в 2011 году составляло 344 064 человека, а в 2012 году — 343 629 человек.
| 1962   | 1968   | 1975   | 1982   | 1990   | 1999   | 2006   | 2011   | 2012   |
| ------ | ------ | ------ | ------ | ------ | ------ | ------ | ------ | ------ |
| 292958 | 322442 | 344481 | 337085 | 342439 | 342738 | 347060 | 344064 | 343629 |

Динамика численности населения:

## Экономика
Население, в основном, занято в сфере обслуживания: имеются промышленные предприятия пищевой, текстильной, швейной, парфюмерной, мебельной, электротехнической и других отраслей промышленности, а также изготовление сувениров. В пригороде — цветоводство и плодоводство.
В 2010 году из 213 709 человек трудоспособного возраста (от 15 до 64 лет) 149 180 были экономически активными, 64 529 — неактивными (показатель активности 69,8 %, в 1999 году — 66,3 %). Из 149 180 активных трудоспособных жителей работали 129 541 человек (65 874 мужчины и 63 667 женщин), 19 639 числились безработными (9507 мужчин и 10 132 женщины). Среди 64 529 трудоспособных неактивных граждан 26 172 были учениками либо студентами, 15 593 — пенсионерами, а ещё 22 764 — были неактивны в силу других причин.
На протяжении 2010 года в коммуне числилось 175 501 облагаемое налогом домохозяйство, в котором проживало 343 160,0 человек. При этом медиана доходов составила 17 тысяч 873 евро на одного налогоплательщика.

### Транспорт

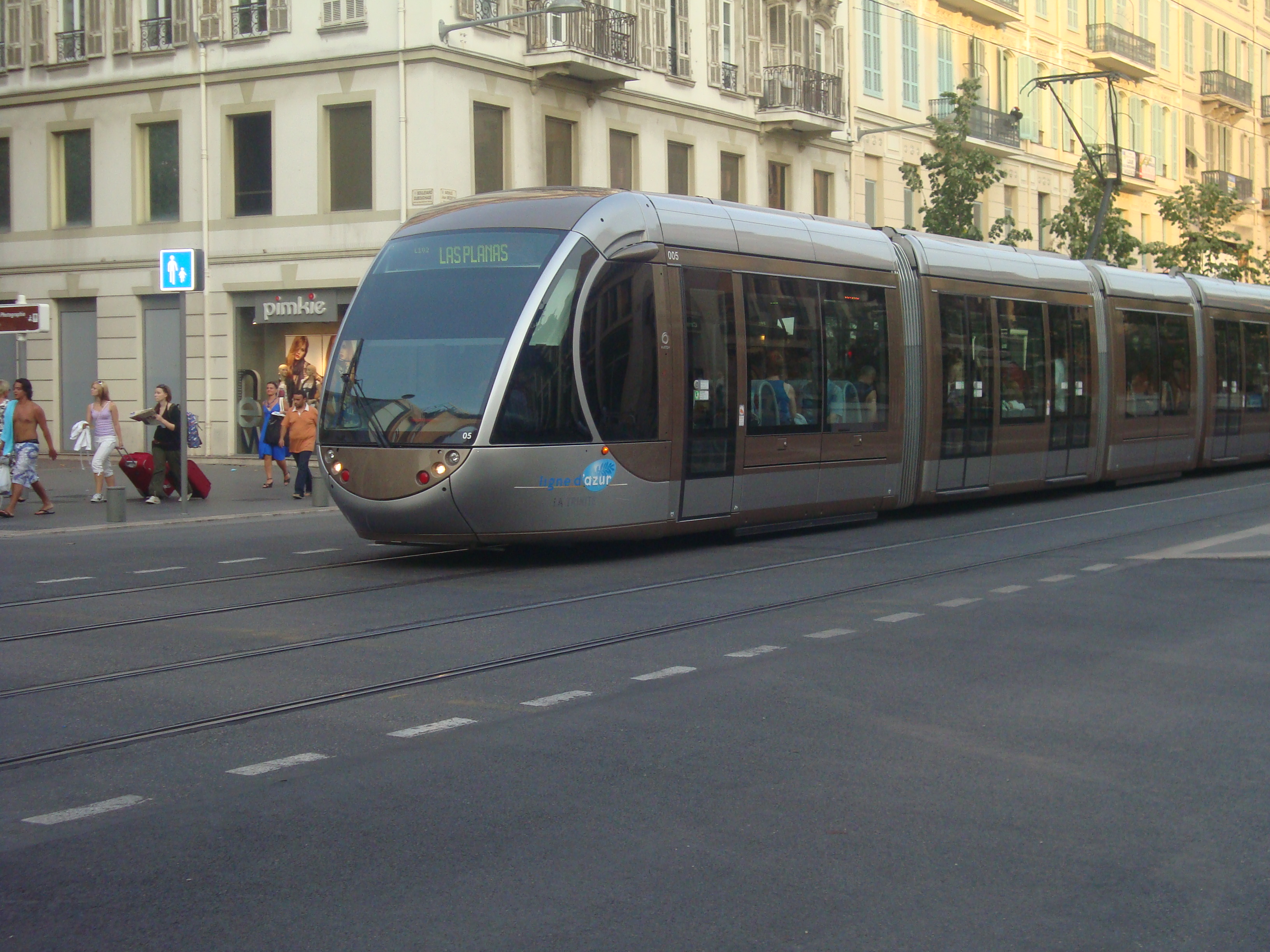
Трамвай на улице Ниццы

Аэропорт «Ницца Лазурный Берег» (фр. Aéroport Nice Côte d'Azur) является третьим по пассажиропотоку аэропортом Франции. Ежегодно им пользуются более 10 миллионов человек. Вертолётная линия соединяет аэропорт Ниццы с гелиопортом Монако.
Железные дороги связывают Ниццу с другими городами побережья, а также с княжеством Монако.
В городе действует три трамвайные и многочисленные автобусные линии.

### Туризм
С 1 июля 2025 года в Ницце будет запрещена высадка на берег пассажиров круизных лайнеров вместимостью более 900 человек. «Туризму — да, чрезмерному туризму — нет!», — прокомментировал это решение мэр города Кристиан Эстрози. Власти надеются, что благодаря указу круизные компании станут избегать их город — «плавучие отели» загрязняют окружающую среду и привозят в город туристов, которые не тратят здесь деньги, но оставляют после себя много мусора.

## Наука и образование
В городе расположена обсерватория, являющаяся частью Обсерватории Лазурного берега. В этой обсерватории 5 марта 1891 года французским астрономом Огюстом Шарлуа был открыт астероид (307) Ника и назван в честь Ники, богини победы согласно древнегреческой мифологии, а также греческим названием города, в котором он был открыт.
Основание в 1965 году Университета Ниццы — Софии Антиполис привело к активному развитию научно-исследовательской деятельности в городе. В университете насчитывается шестьдесят два научно-исследовательских подразделения, сто шестнадцать научных групп и тридцать пять лабораторий, относящихся к различным научным организациям (CNRS, INSERM, INRA или CEA).

## Архитектура
Приморская часть города застроена пышными эклектическими зданиями XIX — начала XX веков. Собор, церкви и дворцы XVII — XVIII веков в стиле итальянского барокко.

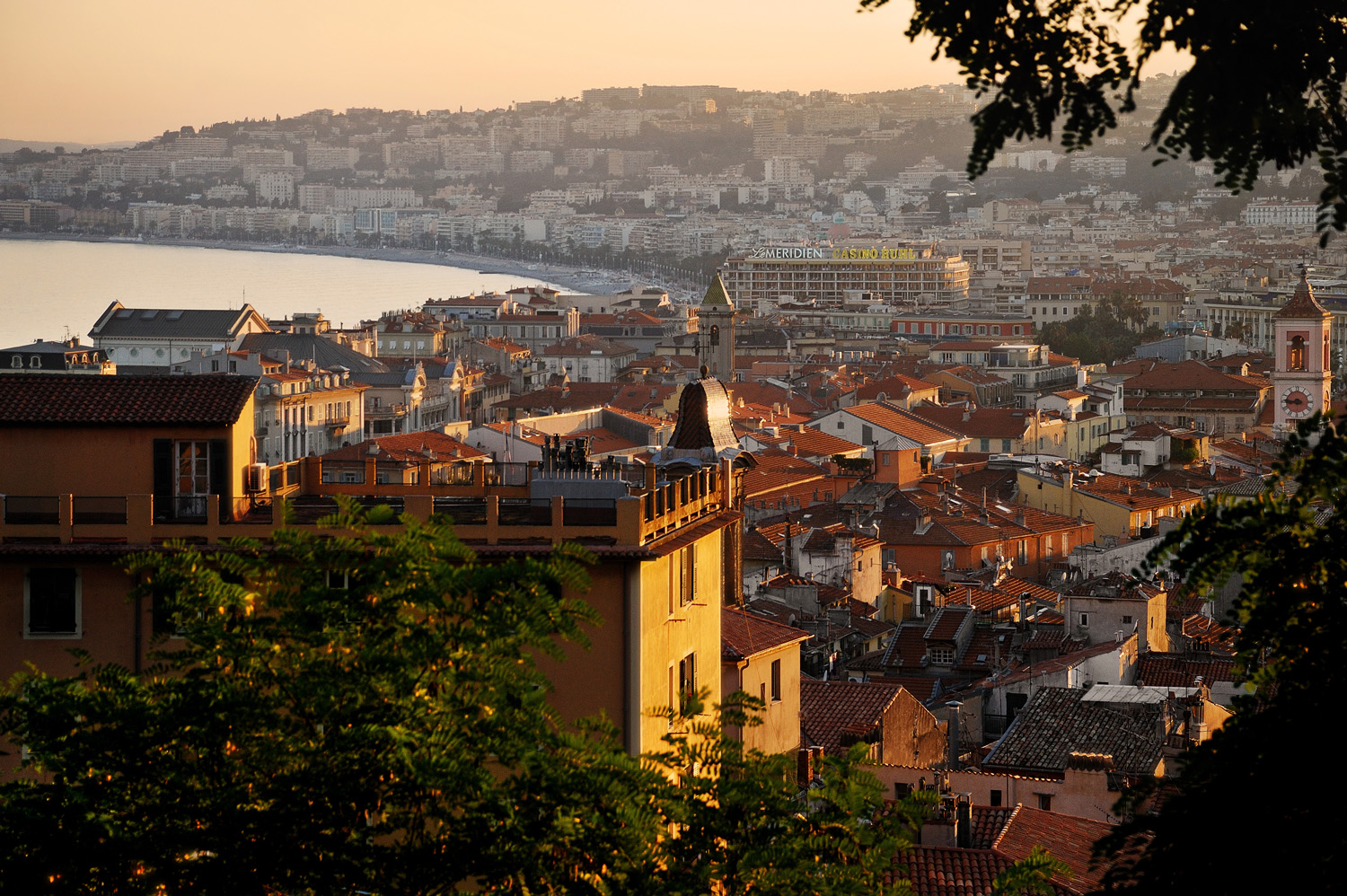
Вид на старый город
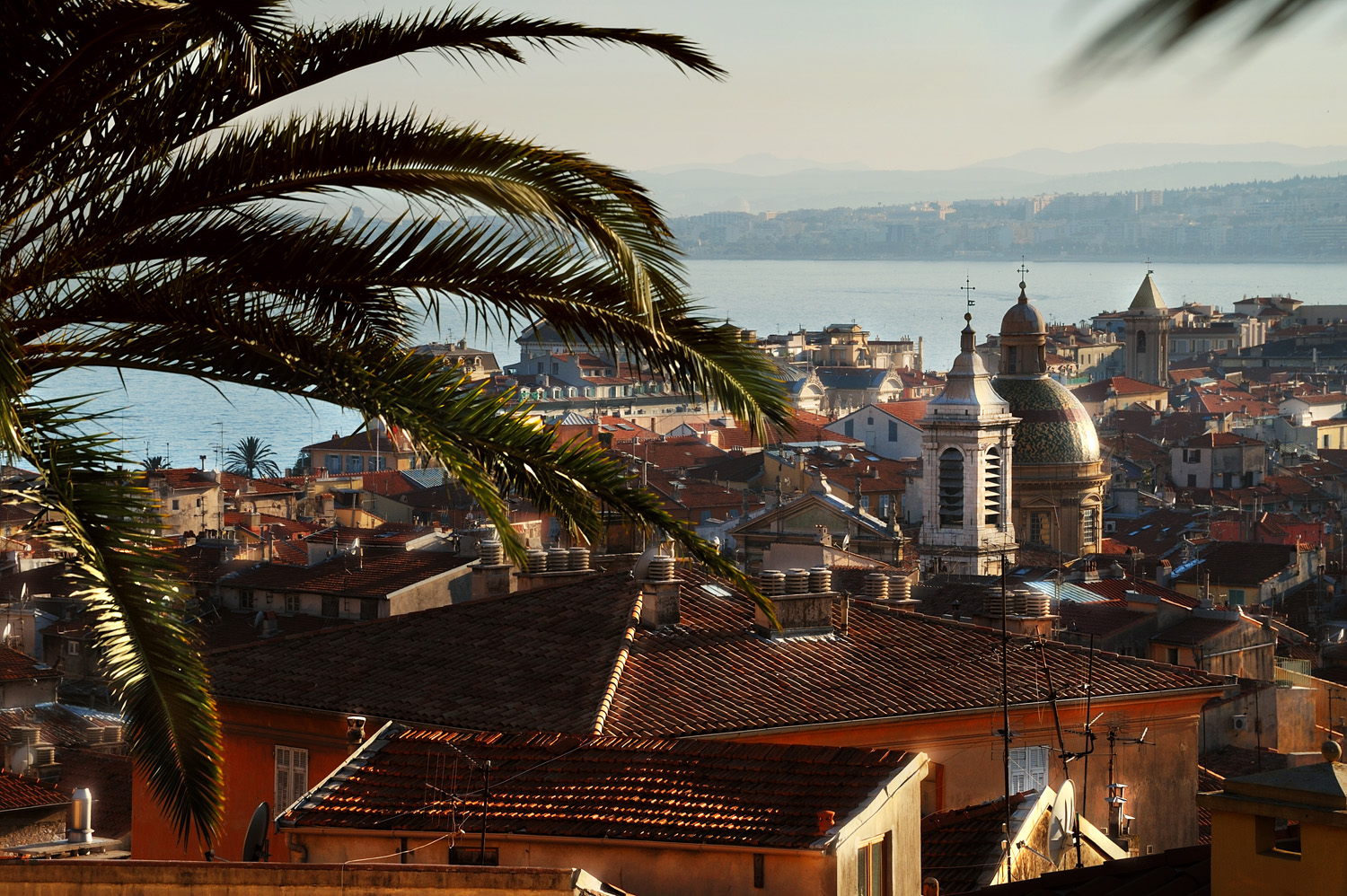
Вид на старый город и Собор Св. Репараты
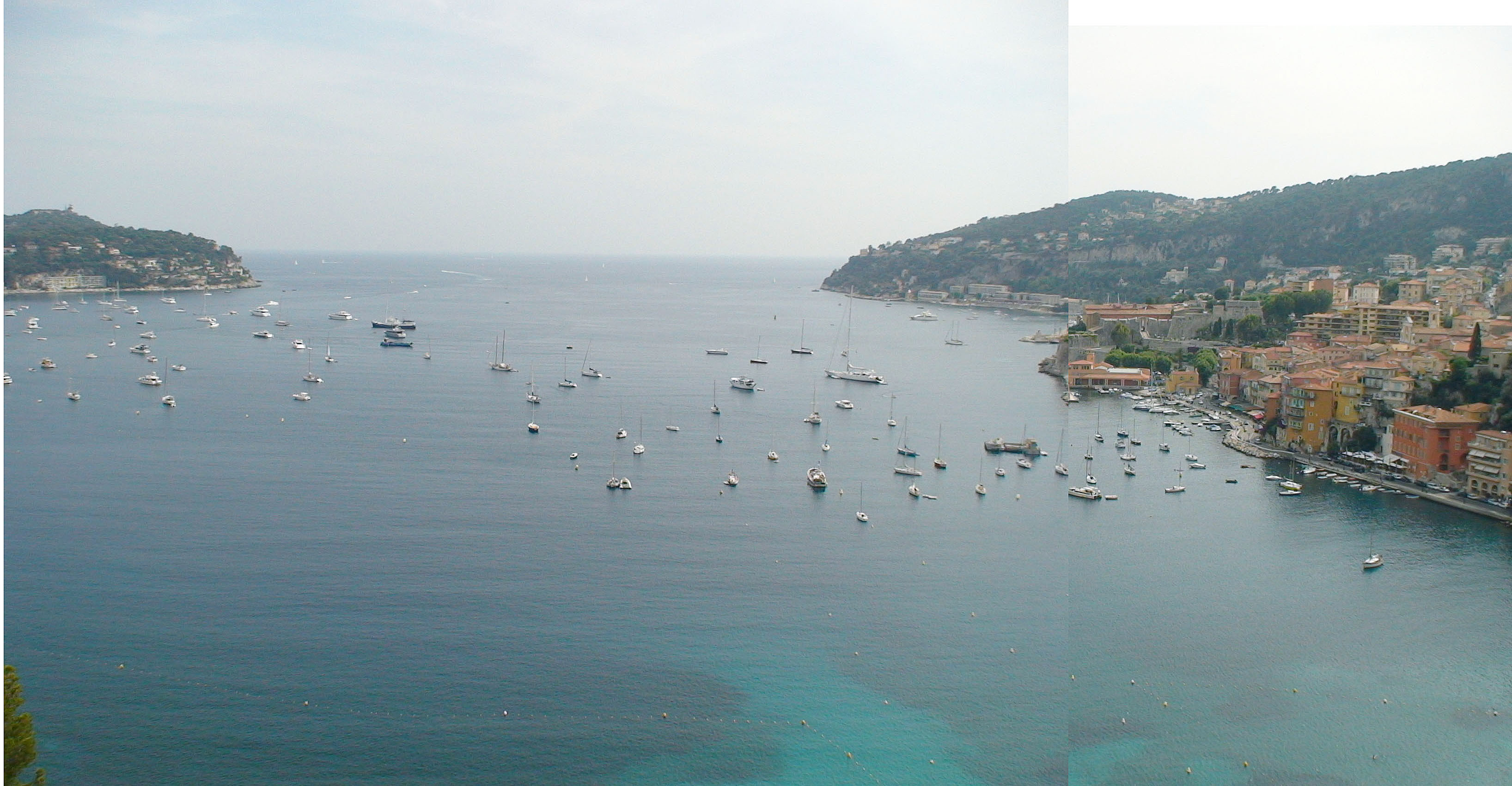
Вид на бухту Вильфранш

## Достопримечательности

### Музеи

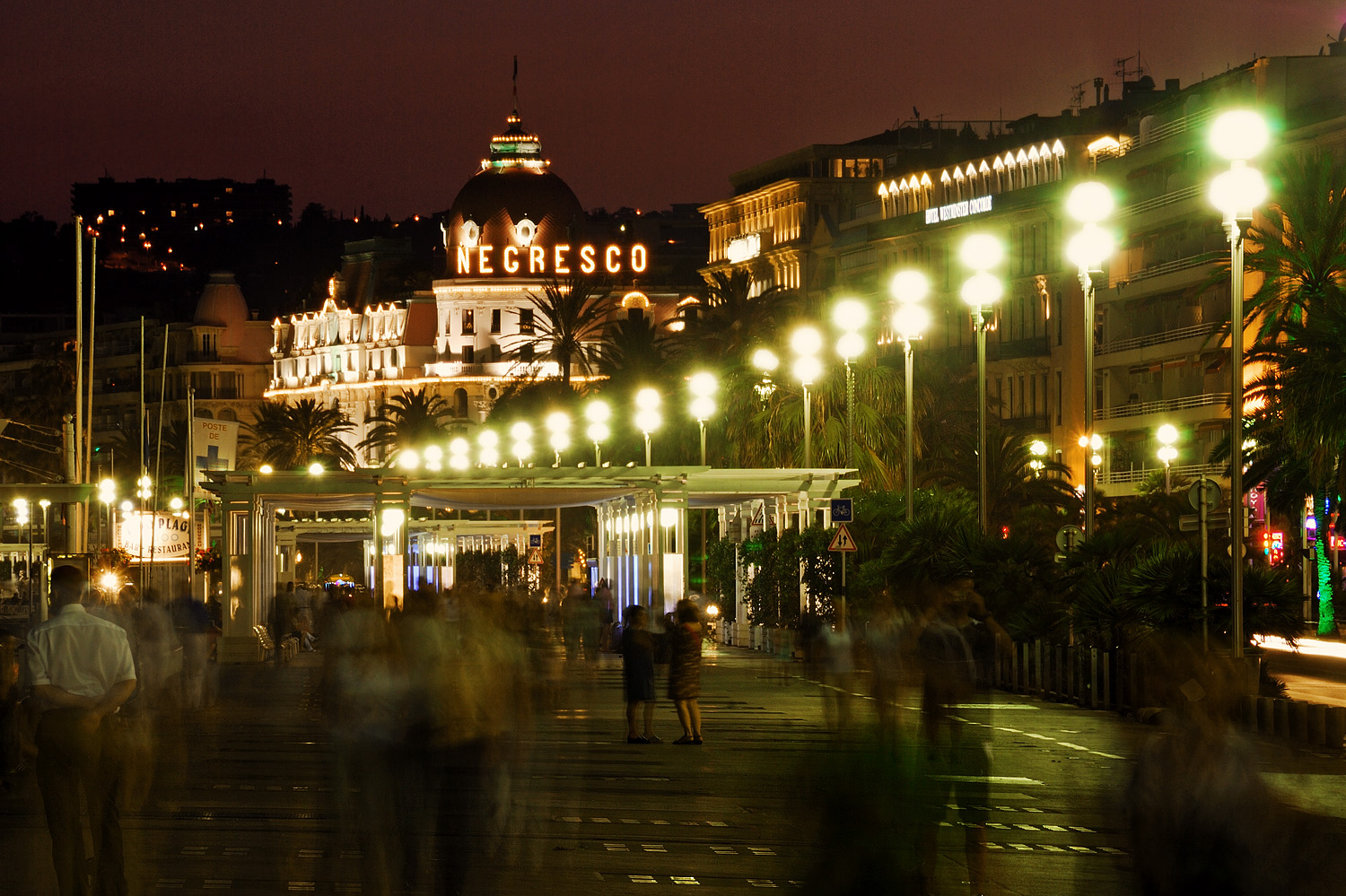
Английская набережная и отель Negresco

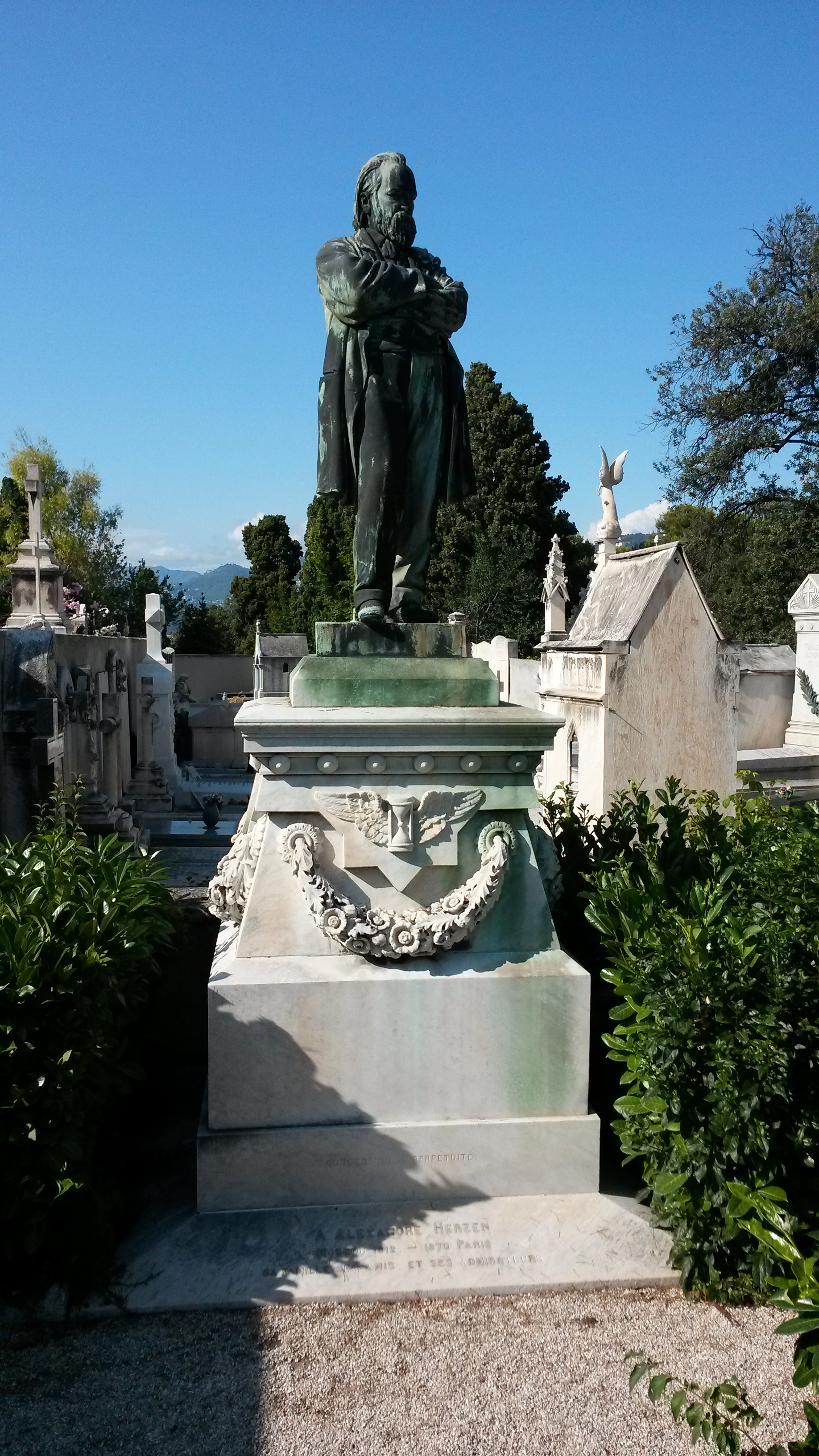
Могила Александра Герцена на кладбище Шато

В городе расположены многочисленные музеи. Наибольшей известностью пользуются следующие:
- Музей археологии;
- Музей естественной истории;
- Музей изящных искусств (фр. Le Musée des Beaux-Arts) представляет собой собрание картин Фрагонара, Моне, Сислея и Дега, а также работ других художников и скульпторов.
- Музей флота;
- Национальный музей Библейского послания Марка Шагала (фр. Musée National Message Biblique Marc Chagall). Открыт в 1972 году. Центром экспозиции музея являются семнадцать больших картин, написанных художником-авангардистом Марком Шагалом под впечатлением от Ветхого Завета.
- Музей Массена (Musée Masséna). Музей находится в районе Carré d’Or (Золотой Квадрат) — красивом и дорогом квартале центра Ниццы. В марте 2008 года музей был открыт после реконструкции. Сейчас в нём представлены около полутора тысяч творений XI—XIX веков: скульптуры, картины, посуда, оружие.
- Музей Ласкарис;
- Музей Матисса (фр. Musée Matisse). Находится в центральной части города. Музей расположен в генуэзском особняке, построенном в XVII веке. В экспозиции представлены картины, скульптуры и гравюры, представляющие разные периоды творчества художника.
- несколько муниципальных галерей.
- Музей наивного искусства А. Жаковского.
- В Ницце находится множество церквей и соборов: Нотр-Дам-де-Нис, Cathédrale orthodoxe russe Saint-Nicolas (Свято-Николаевский православный собор), Cathédrale Sainte-Réparate (Собор святой Репараты), Chapelle Sainte-Croix (Часовня Святого Креста).

### Прочее

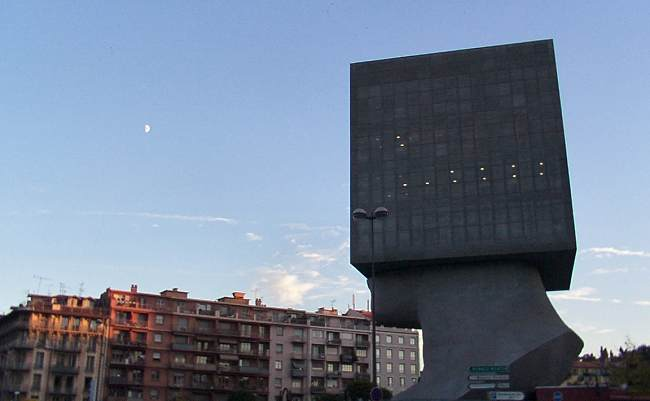
Административное здание библиотеки Луи Нюсера (Квадратная голова)

- Отель «Негреско» на Английской набережной в 2003 году включён в список архитектурных объектов исторического значения Франции.
- Отель Belle Meunière — первоначально трехэтажное здание в стиле модерн было возведено в Париже к открытию Всемирной выставки 1900 года; в нём размещалось кабаре, призванное демонстрировать гостям Франции достижения национальной культуры. По завершении выставки здание было разобрано, перевезено в Ниццу и вновь собрано на новом месте[27].
- В городе ежегодно проходит крупнейший в Европе Международный фестиваль джаза Nice Jazz Festival[англ.].
- В феврале-марте в течение двух недель в городе проходит Международный карнавал, первой частью которого является шествие под музыку красочных фигур из папье-маше на движущихся платформах и танцующих артистов, одетых в экзотические наряды; во второй части проходит Парад цветов — по улицам города движутся композиции из десятков тысяч живых цветов.
- Библиотека Луи Нюсера[фр.].

## Русская Ницца

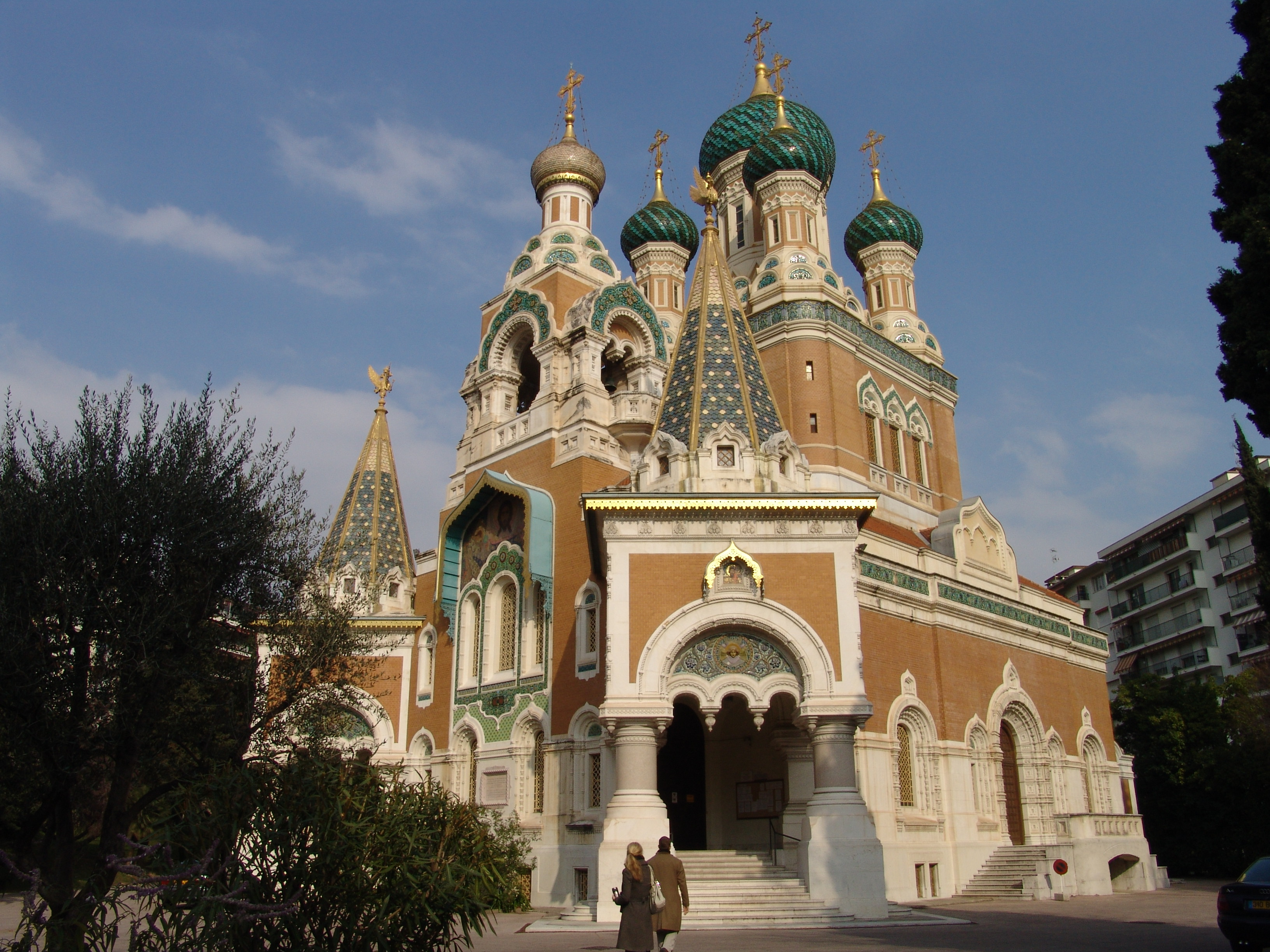
Собор Св. Николая в Ницце

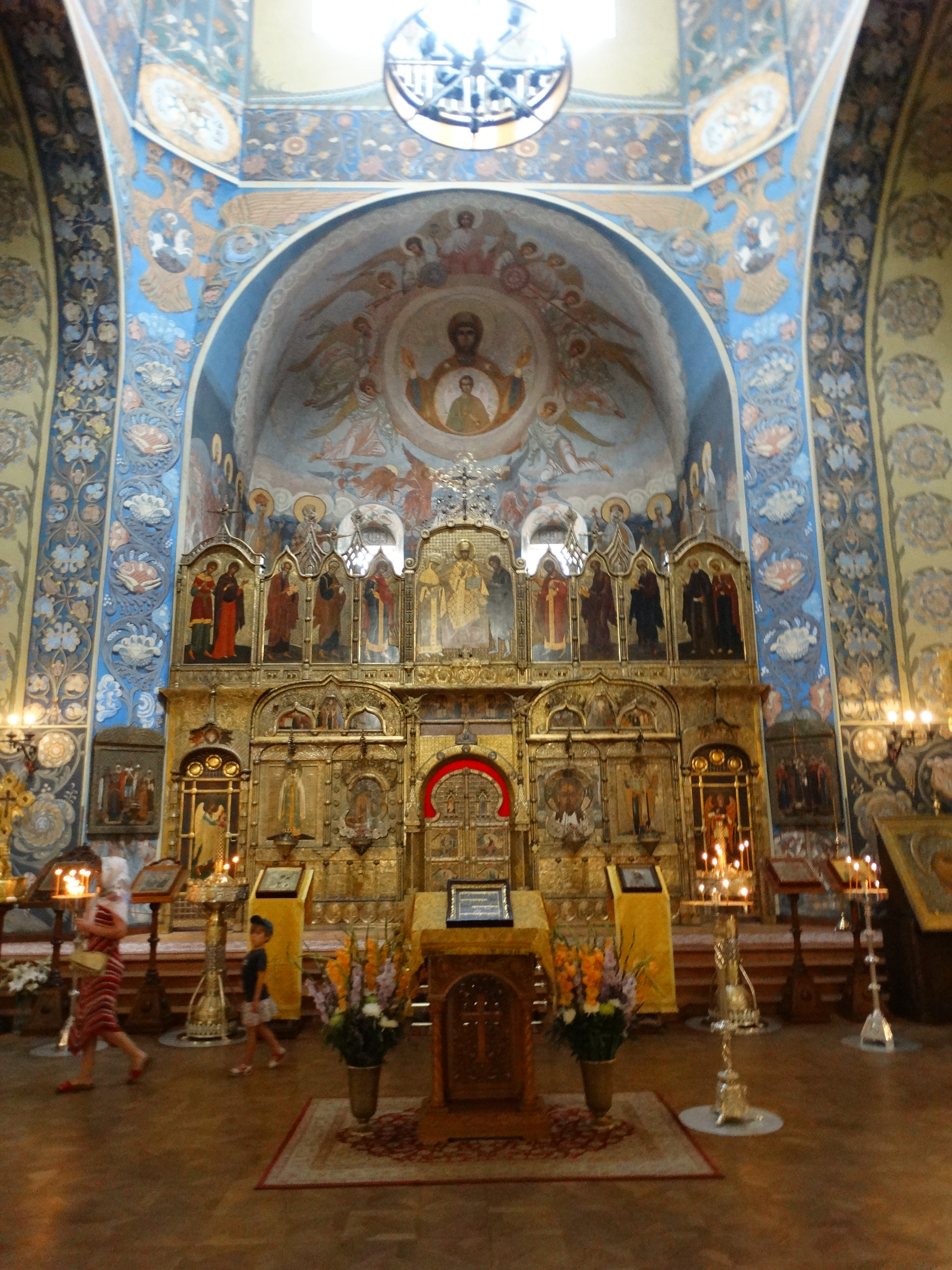
Иконостас Собора Св. Николая

С середины XIX века Ницца стала популярным курортом в среде русской аристократии. Утром 26 октября 1852 года императрица Александра Фёдоровна прибыла в бухту Вильфранш. Выбор русской Императрицы стал решающим для славного туристического будущего Лазурного берега.
В бухте Вильфранш была приобретена земля, построены дома для императорского дома. Вскоре в Ницце уже насчитывалось около 400 русских семей, владевших жильём и землёй в городе. В 1912 году в городе было закончено строительство собора Святого Николая, красивейшего православного собора за пределами России. Собор был создан на средства в том числе императора Николая II.
В 1913 году русская колония в Ницце насчитывала около 3300 человек, а уже в 1930 там жило 5312 русских, покинувших Россию во время революции. Во время Второй мировой войны многие из них эмигрировали в США.
- Русское кладбище Кокад (Ницца)
- Церковь Святителя и Чудотворца Николая и мученицы царицы Александры (1860)
- Часовня в память цесаревича Николая Александровича (1868).
- Памятник цесаревичу Николаю Александровичу, сыну императора Александра II[28]. Открыт 19 декабря 2012 года в саду Никольского собора. Скульптор А. Н. Бурганов[29].
- Могила Александра Герцена на кладбище Шато.

## Города-побратимы
Наиболее активные связи
- Гданьск (пол. Gdańsk), Польша
- Кунео (итал. Cuneo), Италия
- Лаваль (фр. Laval), пров. Квебек, Канада
- Майами (англ. Miami), шт. Флорида, США
- Нюрнберг (нем. Nürnberg), Германия
- Салоники (греч. Θεσσαλονίκη), Греция
- Санкт-Петербург, Россия (1997)
- Сегед (венг. Szeged), Венгрия
- Ханчжоу (кит. упр. 杭州, пиньинь Hángzhōu), Китай
- Ялта, Россия/Украина[30]
- Полтава (укр. Полтава), Украина

Другие города-побратимы
- Аликанте (исп. Alicante), Испания
- Антананариву (англ. Antananarivo), Мадагаскар
- Ереван (арм. Երևան), Армения
- Камакура (яп. 鎌倉市), Япония
- Картахена (исп. Cartagena), Колумбия
- Кейптаун (англ. Cape Town, африк. Kapstaad), Южная Африка
- Либревиль (фр. Libreville), Габон
- Манила (англ. Manila), Филиппины
- Нетанья (ивр. נתניה‎), Израиль
- Нумеа (фр. Nouméa), Новая Каледония
- Пхукет (тайск. ภูเก็ต), Таиланд
- Рио-де-Жанейро (порт. Rio de Janeiro), Бразилия
- Сен-Дени (фр. Saint-Denis), Франция
- Санта-Крус-де-Тенерифе (исп. Santa Cruz de Tenerife), Испания
- Сорренто (итал. Sorrento), Италия
- Хьюстон (англ. Houston), США
- Эдинбург (англ. Edinburgh), Великобритания

Пакты о дружбе
- Сямынь (кит. упр. 厦门, пиньинь Xiàmén), Китай
- Хемисет (араб. الخميسات‎, фр. Khémisset), Марокко
- Астана (каз. Астана), Казахстан

## Ницца в литературе и искусстве
Вильгельм Кюхельбекер, Ницца:

Край, любовь самой природы,
Родина роскошных муз,
Область браней и свободы,
Рабских и сердечных уз!

- Влас Михайлович Дорошевич. «Карнавал»
- Луи Нюсера. Уроженец Ниццы, писатель, чьи произведения повествуют о повседневной жизни этого города: «Приятель», «Секретарь» и т. д. Погиб в 2000 году, совершая утреннюю прогулку на велосипеде.
- Петр Андреевич Вяземский — «Дорогою из Ниццы в Канны», «Вечер в Ницце», «Прощание с Ниццею», созданные в конце 1850-х — середине 1860-х годов, когда поэт проводил в Ницце зимние сезоны. (1858—1859 и 1864—1865).